# Thalassoalaimus septentrionalis
Thalassoalaimus septentrionalis är en rundmaskart. Thalassoalaimus septentrionalis ingår i släktet Thalassoalaimus, och familjen Oxystominidae. Arten är reproducerande i Sverige.